# Leleuvia
Leleuvia (IPA: [le le u βi a]) je součástí fidžijského souostroví Lomaiviti. Na tomto 6,8 hektarovém ostrůvku sídlí turistické středisko Leleuvia Island Resort, dříve provozované čínsko-fidžijským podnikatelem Emosi Yee Shawem. Začátkem roku 2006 byl ostrov pronajat společnosti Saluwaki Limited se záměrem renovovat rekreační středisko.